# Provincia de Aydin
Aydin es una de las 81 provincias en que está dividida Turquía, administrada por un Gobernador designado por el Gobierno central.

## Datos
- Superficie: 7.922 km²
- Población (2000): 950.757
- Densidad de población: 120,01 hab./km²
- Capital: Aydin 
  - Población (2000): 142.267
- Distritos (ilçeler):
  - Bozdoğan
  - Buharkent
  - Çine
  - Didim
  - Efeler
  - Germencik
  - İncirliova
  - Karacasu
  - Karpuzlu
  - Koçarlı
  - Köşk
  - Kuşadası
  - Kuyucak
  - Nazilli
  - Söke
  - Sultanhisar
  - Yenipazar